# Anhnesznoferibré
Anhnesznoferibré (uralkodói neve: Hekatnoferumut) ókori egyiptomi papnő, Ámon isteni felesége a XXVI. dinasztia idején. Ő az utolsó, aki betöltötte ezt a pozíciót, amit i. e. 525-ben, a perzsa megszálláskor eltöröltek.

## Élete
II. Pszammetik fáraó és Tahuit királyné lánya és II. Uahibré fáraó testvére; apai nagyapjának, II. Nékó fáraónak volt a testvére I. Nitókrisz, aki Anhnesznoferibré elődje volt az Ámon isteni felesége pozícióban. Anhnesznoferibré nevének jelentése: „Noferibré őérte él”; a Noferibré apjának, II. Pszammetiknek az uralkodói neve; a hercegnőnek így valószínűleg nem eredeti, hanem később felvett neve, mert a korabeli gyermekhalandóság ismerete mellett valószínűtlen, hogy egy pár hónapos csecsemőt neveznek ki magas pozícióba. A hercegnő nem sokkal apja trónra lépése után – i. e. 595. december 13-án – érkezett Thébába, ahol az akkor már csaknem hetven éve uralkodó Nitókrisz örökbe fogadta és ráruházta az „Ámon isteni imádója” (dw3.t-nṯr) címet, valamint Ámon főpapjának címét – ez a pozíció feltehetőleg üresen állt, amióta utolsó ismert viselője, Harhebi elhunyt I. Pszammetik uralkodásának közepe felé, és Anhnesznoferibré, valamint az utódául kijelölt II. Nitókrisz az egyedüli ismert női viselői.
Az örökbefogadásról és  Anhnesznoferibré nyolc évvel későbbi hatalomra kerüléséről egy, a karnaki rejtekhelyen talált sztélé tudósít. Uahibré uralkodásának 4. évében Nitókrisz elhunyt, ekkor Anhnesznoferibré lett Ámon isteni felesége. Egészen a perzsa invázióig maradt hatalmon, ekkor pozícióját eltörölték. Utóda, II. Nitókrisz – az Uahibrét követő Amaszisz fáraó lánya – sosem töltötte be a pozíciót.
Anhnesznoferibrét a Medinet Habu-i templomkomplexumban temették el, fekete bazaltszarkofágját a ptolemaida korban Dejr el-Medinában újra felhasználták egy Pimentu nevű férfi temetéséhez. Ma a szarkofág a British Museumban található. Több szobra is fennmaradt, egyet a karnaki rejtekhelyen talált meg Georges Legrain; ez ma az asszuáni Núbiai Múzeumban található.

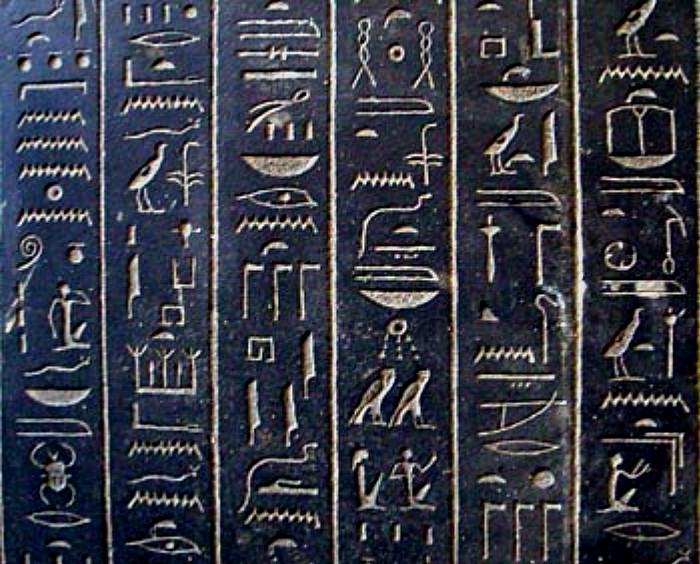
Szarkofágjának részlete